# Salix cascadensis
Salix cascadensis — вид квіткових рослин із родини вербових (Salicaceae).

## Морфологічна характеристика
Рослина 0.3–10 дм заввишки, утворюють клони кореневищами. Гілки жовто-бурі або сіро-бурі, (іноді слабо сизі), голі; гілочки жовто-зелені або жовто-бурі, голі чи дещо запушені. Листки на 1.5–5 мм ніжках; найбільша листкова пластина вузько-еліптична чи еліптична, 9–26 × 3.8–7.5 мм; краї плоскі, цільні, війчасті; верхівка гостра, загострена чи опукла; абаксіальна поверхня (низ) гола абочи волосиста; адаксіальна — злегка блискуча, гола чи волосиста; молода пластинка гола чи розріджена ворсинчаста абаксіально. Сережки: тичинкові (20–50 квіток) 12.5–26.5 × 5.5–9 мм; маточкові (15–35(43) квіток) 10–23 (до 30 у плодах) × 5–8 мм. Коробочка 3.5–5 мм.

## Середовище проживання
Канада (Британська Колумбія) й США (Колорадо, Юта, Вашингтон, Вайомінг). Населяє від суредньо-вологих сухих кам'янистих схилів, хребти, високогірні субальпійські та альпійські тундри; 2200–3900 метрів.